# Bic Cristal
La Bic Cristal (stilizzata come BiC Cristal e nota anche come Bic Biro) è una penna a sfera usa e getta economica, prodotta in serie e venduta dalla Société Bic di Clichy, Hauts-de-Seine, Francia. È stata introdotta nel 1950 ed è la penna più venduta al mondo, con la 100 miliardesima venduta nel settembre 2006. È diventata la penna a sfera archetipica ed è considerata onnipresente, al punto che il Museum of Modern Art l'ha resa una parte permanente della sua collezione. La sua forma esagonale e il suo design imitano una matita standard ed è venduta in sei tipi di punta e 18 colori in tutto il mondo.